# Goodwill Games 2001/Trampolinturnen
Im Rahmen der Goodwill Games 2001 wurden am 29. August 2001 zwei Wettbewerbe im Trampolinturnen ausgetragen.

## Ergebnisse

### Männer
| Platz | Athlet                | Land                   | Pflicht | Kür   | Punkte |
| ----- | --------------------- | ---------------------- | ------- | ----- | ------ |
| 1     | Alexander Moskalenko  | Russland               | 28,90   | 42,60 | 71,50  |
| 2     | Olexander Tschernonos | Ukraine                | 28,50   | 41,30 | 69,80  |
| 3     | Dsmitryj Poljarusch   | Belarus                | 28,40   | 41,20 | 69,60  |
| 4     | Alan Villafuerte      | Niederlande            | 28,10   | 41,00 | 69,10  |
| 5     | Lee Brearley          | Vereinigtes Königreich | 28,20   | 40,40 | 68,60  |
| 6     | Scott Brown           | Australien             | 27,90   | 39,60 | 67,50  |
| 7     | Ryan Weston           | Vereinigte Staaten     | 28,20   | 38,60 | 66,80  |
| 8     | Mathieu Turgeon       | Kanada                 | 27,00   | 39,40 | 66,40  |

Datum: Mittwoch, 29. August 2001, 19:00 Uhr Ortszeit

### Frauen
| Platz | Athletin                 | Land               | Pflicht | Kür   | Punkte |
| ----- | ------------------------ | ------------------ | ------- | ----- | ------ |
| 1     | Anna Dogonadze-Lilkendey | Deutschland        | 28,80   | 39,20 | 68,00  |
| 2     | Irina Karawajewa         | Russland           | 28,30   | 39,40 | 67,70  |
| 3     | Oksana Zyhuljowa         | Ukraine            | 28,30   | 39,00 | 67,30  |
| 4     | Karen Cockburn           | Kanada             | 28,00   | 39,10 | 67,10  |
| 5     | Natalja Karpenkowa       | Belarus            | 27,60   | 37,60 | 65,20  |
| 6     | Yekaterina Xilko         | Usbekistan         | 27,20   | 37,10 | 64,30  |
| 7     | Robyn Forbes             | Australien         | 27,70   | 25,70 | 53,40  |
| 8     | Erin Maguire             | Vereinigte Staaten | 25,90   | 01,50 | 27,40  |

Datum: Mittwoch, 29. August 2001, 19:00 Uhr Ortszeit

## Medaillenspiegel Trampolinturnen
| Medaillenspiegel | Medaillenspiegel | Medaillenspiegel | Medaillenspiegel | Medaillenspiegel | Medaillenspiegel |
| Platz            | Land             | G                | S                | B                | Gesamt           |
| ---------------- | ---------------- | ---------------- | ---------------- | ---------------- | ---------------- |
| 1                | Russland         | 1                | 1                | –                | 2                |
| 2                | Deutschland      | 1                | –                | –                | 1                |
| 3                | Ukraine          | –                | 1                | 1                | 2                |
| 4                | Belarus          | –                | –                | 1                | 1                |